# The Shuttle of Fate
Pour plus de détails, voir Fiche technique et Distribution.
The Shuttle of Fate est un film muet américain réalisé par Colin Campbell et sorti en 1912.

## Fiche technique
- Réalisation : Colin Campbell
- Scénario : John A. Slegor, d'après son histoire
- Production : William Nicholas Selig
- Date de sortie :  États-Unis : 16 octobre 1912

## Distribution
- Tom Santschi : Frank Keene
- Bessie Eyton : Lola DeLong (adulte)
- Baby Lillian Wade : Lola DeLong (enfant)
- Anna Dodge : Mrs DeLong